# 필립 와츠
필립 와츠(Sir Phillip Watts, 1846년 5월 30일 - 1926년 3월 15일)는 영국의 유명한 군함 설계자이다. 혁명적인 방호순양함과 HMS 드레드노트 (1906년)를 설계한 것으로 유명하다.

## 개요
와트는 잉글랜드 켄트주에서 태어나서, 포츠머스에 있는 독야드 스쿨과 런던의 사우스 켄싱턴에 있는 ‘왕립 해군 건축 학교’(Royal School of Naval Architecture)에서 교육을 받았다.
암스트롱 휘트워스 사에 재직 중에 일본의 야시마, 하쓰세(初瀬)를 설계하는 등 윌리엄 헨리 화이트에 이어 이름난 기술자로서 그 명성을 알렸다.
1902년 화이트의 퇴임에 따라 해군성 조선 국장 주임 설계자가 되었고, 드레드노트, 인빈시블, 퀸엘리자베스, 타이거 등 다수의 드레드노트급, 초대형 전함을 설계했다. 일본 전함 곤고(金剛)도 그의 지도에 힘 입은 바가 크다.
1912년 유스타스 테니슨 다인코트에게 자리를 물려주고 퇴임했다.

## 설계한 배

### 암스트롱 휘트워스
- 카스트레급 포함, 이탈리아 왕실 해군, 1887-1889
- Piemonte, Emblem of the Regia Marina 이탈리아 왕실 해군, 1887-1889
- 리프블리카, 브라질 해군 기함, 1892
- 누에베 데 훌리오, 아르헨티나 해군 기함, 1892
- 에스메렐다, 칠레 해군 기함, 1895
- USS 뉴올리언즈 (CL-22), 미국 해군, 1895
- 바로소, 브라질 해군 기함
- 야시마 (八島), 일본 제국 해군, 1896
- O'Higgins, 칠레 해군 기함, 1897
- 아사마 (浅間), 일본 제국 해군, 1898
- 도키와 (常盤), 일본 제국 해군, 1898
- USS 알바니 (CL-23), 미국 해군, 1898
- Dom 카를로스 I, 포르투갈 해군 기함, 1898
- HNoMS 노르제, 1905년 이전 노르웨이 왕실 해군, 1899
- HNoMS 아이디스볼트, 1905년 이전 노르웨이 왕실 해군, 1899
- 하쓰세 (初瀬), 일본 제국 해군, 1899
- 이즈모 (出雲), 일본 제국 해군, 1899
- 이와테 (磐手), 일본 제국 해군, 1900

### 왕립 해군
- HMS 드레드노트 (1906년)
- 퀸엘리자베스급 전함
- 로드 넬슬급 전함